# Fatih-Moschee (Memmingen)
Die Fatih-Moschee (deutsch Eroberer-Moschee, abgeleitet von Fatih Sultan Mehmet, siehe auch Fatih-Moschee) in Memmingen ist die am 26. April 2008 eingeweihte Moschee der Türkisch-Islamischen Union der Anstalt für Religionen e. V.

## Geschichte
Seit dem Jahre 1962 gibt es eine nennenswerte Ansiedlung von Mitbürgern islamischen Glaubens in der alten Reichsstadt Memmingen. Im Jahre 1976 ist in Memmingen ein Gebetsraum für die provisorische Ausübung des Kultes und Einhaltung der Gebetszeiten für praktizierende Muslime nachgewiesen. Mit Unterstützung der Stadt Memmingen konnte das 6.500 Quadratmeter große Gelände in der Schlachthofstraße gekauft werden. Aus einem ehemaligen Bürogebäude entstand eine 330 Quadratmeter große Moschee ohne Minarett und Gebetsruf. Es existieren separate Räume und Eingänge für Frauen. Deutsch und Türkisch sind die Verkehrssprachen in der Moschee. Muhammet Kul ist der Vorsitzende der Türkisch-Islamischen Gemeinde Memmingen. 
Im Jahre 2009 wurde zum ersten Mal in der Vereinsgeschichte der Memminger Moschee ein Jugendvorstand gewählt.

## Einweihung der Moschee
Die Moschee wurde am 26. Mai 2008 in Anwesenheit des Ministers für das Bauwesen der türkischen Regierung Faruk Nafız Özak und des türkischen Generalkonsuls Rifat Köksal eingeweiht. Zum Respekt vor jeder Moschee, Kirche und Synagoge ermahnte der Religionsattaché des Türkischen Generalkonsulats, Mustafa Temel, in seiner Ansprache. Die Pfarrgemeinderatsvorsitzende von St. Josef, Hildegard Niggl, drückte die Verbundenheit der katholischen Kirche mit einem Segensgruß aus. Der evangelische Dekan Kurt Kräß sprach vom Wissen gläubiger Menschen – gleich welcher Nation und Rasse – um die Größe Gottes. Oberbürgermeister Dr. Ivo Holzinger erhielt nach seinem Grußwort, so wie besonders verdienstvolle Angehörige der türkisch-islamischen Union, Erinnerungsplakate (Urkunden). Alle Reden wurden simultanübersetzt.